# Serie A1 2009-2010 (pallavolo femminile)
La Serie A1 italiana di pallavolo femminile 2009-2010 si è svolta dal 18 ottobre 2009 al 18 maggio 2010: al torneo hanno partecipato dodici squadre di club italiane e la vittoria finale è andata per la terza volta consecutiva al Robursport Volley Pesaro.

## Regolamento

### Formula
Le squadre hanno disputato un girone all'italiana, con gare di andata e ritorno, per un totale di ventidue giornate; al termine della regular season:
- Le prime dieci classificate hanno acceduto ai play-off scudetto, strutturati in ottavi di finale, a cui hanno preso parte solo le formazioni classificate dal settimo al decimo posto, quarti di finale, entrambi giocati al meglio di due vittorie su tre gare, semifinali e finale, entrambe giocate al meglio di tre vittorie su cinque gare.
- Le ultime due classificate sono retrocesse in Serie A2.

### Criteri di classifica
Se il risultato finale è stato di 3-0 o 3-1 sono stati assegnati 3 punti alla squadra vincente e 0 a quella sconfitta, se il risultato finale è stato di 3-2 sono stati assegnati 2 punti alla squadra vincente e 1 a quella sconfitta.
L'ordine del posizionamento in classifica è stato definito in base a:
- Punti;
- Numero di partite vinte;
- Ratio dei set vinti/persi;
- Ratio dei punti realizzati/subiti.

## Squadre partecipanti
Al campionato di Serie A1 2009-10 hanno partecipato dodici squadre: quelle neopromosse dalla Serie A2 sono state il River Volley, vincitrice del campionato, e il Gruppo Sportivo Oratorio Pallavolo Femminile Villa Cortese, vincitrice dei play-off promozione; tre squadre che hanno avuto il diritto di partecipazione, ossia la Pallavolo Cesena, il Santeramo Sport e il Sassuolo Volley, hanno rinunciato all'iscrizione: la prima ha ceduto il titolo sportivo alla Robur Tiboni Urbino Volley, mentre al posto delle altre due non è stata ripescata alcuna squadra.
| Club                | Città             | Palazzetto                   | Stagione precedente                                  |
| ------------------- | ----------------- | ---------------------------- | ---------------------------------------------------- |
| Bergamo             | Bergamo           | PalaNorda Bergamo            | 3ª in Serie A1; Semifinali play-off scudetto         |
| Busto Arsizio       | Busto Arsizio     | PalaYamamay Busto Arsizio    | 4ª in Serie A1; Semifinali play-off scudetto         |
| Castellana Grotte   | Castellana Grotte | PalaGrotte Castellana Grotte | 8ª in Serie A1; Quarti di finale play-off scudetto   |
| Spes Conegliano     | Conegliano        | Zoppas Arena Conegliano      | 9ª in Serie A1                                       |
| Giannino Pieralisi  | Jesi              | PalaTriccoli Jesi            | 5ª in Serie A1; Quarti di finale play-off scudetto   |
| Asystel             | Novara            | Sporting Palace Novara       | 2ª in Serie A1; Finale play-off scudetto             |
| Villanterio         | Pavia             | PalaRavizza Pavia            | 10ª in Serie A1                                      |
| Sirio Perugia       | Perugia           | PalaEvangelisti Perugia      | 6ª in Serie A1; Quarto di finale play-off scudetto   |
| Robursport Pesaro   | Pesaro            | PalaCampanara Pesaro         | 1ª in Serie A1; Campione d'Italia                    |
| River               | Piacenza          | PalaFranzanti Piacenza       | 1ª in Serie A2                                       |
| Robur Tiboni Urbino | Urbino            | PalaMondolce Urbino          | 8ª in Serie A2; Quarti di finale play-off promozione |
| Villa Cortese       | Villa Cortese     | PalaBorsani Castellanza      | 2ª in Serie A2; Vincitrice play-off promozione       |

## Torneo

### Regular season

#### Risultati
| Prima giornata |                        |     |                                   |
|                |                        |     |                                   |
| 18-10          | Pesaro-Piacenza        | 0-3 | 17-25, 22-25, 23-25               |
| 18-10          | Novara-Urbino          | 0-3 | 16-25, 26-28, 25-27               |
| 18-10          | Conegliano-Bergamo     | 2-3 | 21-25, 25-23, 25-19, 21-25, 7-15  |
| 18-10          | Pavia-Busto Arsizio    | 2-3 | 25-21, 25-17, 16-25, 16-25, 13-15 |
| 18-10          | Jesi-Castellana Grotte | 3-2 | 24-26, 25-15, 17-25, 27-25, 16-14 |
| 18-10          | Villa Cortese-Perugia  | 3-1 | 25-22, 14-25, 30-28, 29-27        |

| Seconda giornata |                          |     |                                   |
|                  |                          |     |                                   |
| 25-10            | Castellana Grotte-Pesaro | 0-3 | 18-25, 21-25, 21-25               |
| 25-10            | Piacenza-Novara          | 2-3 | 14-25, 25-23, 20-25, 25-17, 13-15 |
| 25-10            | Bergamo-Villa Cortese    | 3-2 | 24-26, 25-17, 25-19, 19-25, 15-8  |
| 25-10            | Busto Arsizio-Conegliano | 3-2 | 25-23, 25-19, 23-25, 27-29, 15-11 |
| 25-10            | Urbino-Jesi              | 0-3 | 17-25, 26-28, 16-25               |
| 25-10            | Perugia-Pavia            | 3-1 | 25-21, 23-25, 25-16, 25-22        |

| Terza giornata |                          |     |                                   |
|                |                          |     |                                   |
| 28-10          | Pesaro-Perugia           | 3-1 | 25-19, 25-23, 20-25, 25-15        |
| 28-10          | Novara-Castellana Grotte | 3-1 | 25-21, 25-20, 22-25, 25-19        |
| 28-10          | Pavia-Bergamo            | 2-3 | 28-26, 25-23, 17-25, 15-25, 13-15 |
| 28-10          | Jesi-Busto Arsizio       | 3-1 | 25-9, 25-19, 22-25, 25-19         |
| 28-10          | Villa Cortese-Conegliano | 3-0 | 25-14, 25-23, 25-20               |
| 28-10          | Piacenza-Urbino          | 0-3 | 16-25, 20-25, 21-25               |

| Quarta giornata |                                 |     |                                  |
|                 |                                 |     |                                  |
| 01-11           | Urbino-Pesaro                   | 1-3 | 24-26, 21-25, 25-23, 18-25       |
| 01-11           | Novara-Pavia                    | 3-2 | 25-19, 21-25, 23-25, 25-22, 15-9 |
| 01-11           | Bergamo-Perugia                 | 3-0 | 25-19, 25-20, 27-25              |
| 01-11           | Busto Arsizio-Piacenza          | 3-0 | 25-16, 25-19, 25-23              |
| 01-11           | Conegliano-Jesi                 | 1-3 | 25-20, 19-25, 25-27, 20-25       |
| 01-11           | Castellana Grotte-Villa Cortese | 0-3 | 19-25, 23-25, 19-25              |

| Quinta giornata |                           |     |                                   |
|                 |                           |     |                                   |
| 22-11           | Pesaro-Busto Arsizio      | 3-0 | 25-18, 25-22, 25-21               |
| 22-11           | Villa Cortese-Novara      | 3-2 | 25-21, 23-25, 25-15, 17-25, 15-13 |
| 22-11           | Bergamo-Castellana Grotte | 3-1 | 22-25, 26-24, 25-21, 25-17        |
| 22-11           | Jesi-Piacenza             | 3-0 | 25-20, 25-17, 25-13               |
| 22-11           | Perugia-Conegliano        | 3-1 | 25-10, 25-27, 25-19, 25-15        |
| 21-11           | Pavia-Urbino              | 3-0 | 25-15, 25-16, 25-23               |

| Sesta giornata |                           |     |                                   |
|                |                           |     |                                   |
| 25-11          | Conegliano-Pesaro         | 3-0 | 25-23, 28-26, 25-23               |
| 25-11          | Novara-Jesi               | 0-3 | 19-25, 18-25, 22-25               |
| 25-11          | Busto Arsizio-Bergamo     | 2-3 | 25-23, 25-20, 13-25, 18-25, 13-15 |
| 25-11          | Castellana Grotte-Perugia | 3-2 | 19-25, 26-28, 25-22, 27-25, 16-14 |
| 26-11          | Piacenza-Pavia            | 3-0 | 25-23, 25-22, 25-23               |
| 25-11          | Urbino-Villa Cortese      | 3-0 | 27-25, 25-21, 29-27               |

| Settima giornata |                              |     |                                   |
|                  |                              |     |                                   |
| 29-11            | Pesaro-Novara                | 3-1 | 21-25, 25-19, 25-15, 25-19        |
| 29-11            | Bergamo-Urbino               | 2-3 | 25-22, 26-24, 23-25, 28-30, 17-19 |
| 29-11            | Perugia-Busto Arsizio        | 2-3 | 25-21, 18-25, 14-25, 25-21, 8-15  |
| 29-11            | Pavia-Jesi                   | 3-2 | 25-22, 19-25, 18-25, 25-18, 15-11 |
| 29-11            | Conegliano-Castellana Grotte | 1-3 | 25-19, 19-25, 20-25, 21-25        |
| 29-11            | Villa Cortese-Piacenza       | 3-1 | 21-25, 25-15, 25-18, 25-17        |

| Ottava giornata |                         |     |                                   |
|                 |                         |     |                                   |
| 06-12           | Pesaro-Villa Cortese    | 2-3 | 22-25, 25-14, 24-26, 25-19, 12-15 |
| 06-12           | Novara-Busto Arsizio    | 3-2 | 25-17, 19-25, 19-25, 29-27, 15-11 |
| 06-12           | Jesi-Bergamo            | 0-3 | 24-26, 20-25, 22-25               |
| 06-12           | Piacenza-Perugia        | 1-3 | 22-25, 25-22, 22-25, 19-25        |
| 06-12           | Pavia-Castellana Grotte | 3-1 | 25-17, 23-25, 25-23, 25-16        |
| 06-12           | Urbino-Conegliano       | 3-1 | 25-21, 25-27, 25-20, 30-28        |

| Nona giornata |                            |     |                                  |
|               |                            |     |                                  |
| 13-12         | Bergamo-Pesaro             | 0-3 | 23-25, 21-25, 18-25              |
| 13-12         | Perugia-Novara             | 3-1 | 25-15, 25-16, 23-25, 25-18       |
| 13-12         | Busto Arsizio-Urbino       | 1-3 | 25-20, 15-25, 8-25, 24-26        |
| 12-12         | Jesi-Villa Cortese         | 1-3 | 20-25, 25-22, 11-25, 17-25       |
| 13-12         | Castellana Grotte-Piacenza | 3-0 | 25-22, 25-21, 25-15              |
| 13-12         | Conegliano-Pavia           | 2-3 | 15-25, 29-27, 25-18, 23-25, 9-15 |

| Decima giornata |                                 |     |                                   |
|                 |                                 |     |                                   |
| 20-12           | Pesaro-Jesi                     | 3-0 | 25-20, 25-20, 25-18               |
| 20-12           | Novara-Conegliano               | 3-1 | 25-14, 22-25, 25-19, 27-25        |
| 20-12           | Piacenza-Bergamo                | 2-3 | 16-25, 26-24, 25-16, 20-25, 12-15 |
| 20-12           | Castellana Grotte-Busto Arsizio | 1-3 | 28-30, 22-25, 30-28, 18-25        |
| 20-12           | Perugia-Urbino                  | 2-3 | 27-25, 25-16, 22-25, 16-25, 13-15 |
| 20-12           | Villa Cortese-Pavia             | 3-2 | 23-25, 25-27, 25-17, 25-22, 15-7  |

| Undicesima giornata |                             |     |                                   |
|                     |                             |     |                                   |
| 27-12               | Pavia-Pesaro                | 1-3 | 25-10, 21-25, 17-25, 19-25        |
| 27-12               | Bergamo-Novara              | 1-3 | 18-25, 19-25, 25-22, 19-25        |
| 27-12               | Busto Arsizio-Villa Cortese | 3-2 | 28-26, 29-27, 20-25, 21-25, 16-14 |
| 27-12               | Jesi-Perugia                | 3-0 | 25-23, 25-19, 25-21               |
| 27-12               | Urbino-Castellana Grotte    | 2-3 | 26-24, 25-22, 23-25, 19-25, 14-16 |
| 27-12               | Conegliano-Piacenza         | 3-0 | 25-15, 25-21, 25-21               |

| Dodicesima giornata |                        |     |                                   |
|                     |                        |     |                                   |
| 10-01               | Piacenza-Pesaro        | 0-3 | 20-25, 19-25, 19-25               |
| 10-01               | Urbino-Novara          | 3-0 | 25-20, 25-18, 25-19               |
| 10-01               | Bergamo-Conegliano     | 3-0 | 25-20, 25-20, 26-24               |
| 10-01               | Busto Arsizio-Pavia    | 2-3 | 29-27, 26-28, 25-19, 23-25, 13-15 |
| 10-01               | Castellana Grotte-Jesi | 2-3 | 25-23, 25-20, 25-27, 21-25, 18-20 |
| 10-01               | Perugia-Villa Cortese  | 3-0 | 27-25, 25-17, 25-20               |

| Tredicesima giornata |                          |     |                                  |
|                      |                          |     |                                  |
| 17-01                | Pesaro-Castellana Grotte | 3-0 | 25-23, 25-17, 25-12              |
| 17-01                | Novara-Piacenza          | 3-1 | 19-25, 25-22, 25-22, 25-23       |
| 17-01                | Villa Cortese-Bergamo    | 3-0 | 25-20, 32-30, 25-22              |
| 17-01                | Conegliano-Busto Arsizio | 0-3 | 24-26, 24-26, 23-25              |
| 16-01                | Jesi-Urbino              | 3-0 | 25-21, 25-15, 25-21              |
| 17-01                | Pavia-Perugia            | 2-3 | 22-25, 29-27, 25-23, 19-25, 2-15 |

| Quattordicesima giornata |                          |     |                                   |
|                          |                          |     |                                   |
| 31-01                    | Perugia-Pesaro           | 1-3 | 26-28, 21-25, 25-14, 18-25        |
| 31-01                    | Castellana Grotte-Novara | 0-3 | 26-28, 20-25, 23-25               |
| 31-01                    | Bergamo-Pavia            | 3-0 | 25-21, 25-22, 25-11               |
| 31-01                    | Busto Arsizio-Jesi       | 3-2 | 25-16, 14-25, 23-25, 25-17, 15-13 |
| 31-01                    | Conegliano-Villa Cortese | 0-3 | 19-25, 30-32, 18-25               |
| 31-01                    | Urbino-Piacenza          | 3-0 | 25-23, 25-18, 25-19               |

| Quindicesima giornata |                                 |     |                                   |
|                       |                                 |     |                                   |
| 07-02                 | Pesaro-Urbino                   | 3-1 | 25-18, 28-26, 22-25, 25-10        |
| 07-02                 | Pavia-Novara                    | 3-0 | 25-21, 25-17, 25-23               |
| 07-02                 | Perugia-Bergamo                 | 2-3 | 16-25, 25-23, 25-20, 22-25, 10-15 |
| 07-02                 | Piacenza-Busto Arsizio          | 2-3 | 25-22, 25-20, 21-25, 23-25, 13-15 |
| 07-02                 | Jesi-Conegliano                 | 3-0 | 25-12, 28-26, 25-22               |
| 07-02                 | Villa Cortese-Castellana Grotte | 3-1 | 23-25, 25-21, 25-18, 25-11        |

| Sedicesima giornata |                           |     |                                   |
|                     |                           |     |                                   |
| 14-02               | Busto Arsizio-Pesaro      | 0-3 | 17-25, 22-25, 21-25               |
| 14-02               | Novara-Villa Cortese      | 1-3 | 15-25, 20-25, 25-20, 23-25        |
| 14-02               | Castellana Grotte-Bergamo | 0-3 | 23-25, 22-25, 18-25               |
| 14-02               | Piacenza-Jesi             | 3-1 | 25-22, 25-21, 23-25, 25-21        |
| 14-02               | Conegliano-Perugia        | 2-3 | 27-25, 25-19, 15-25, 15-25, 13-15 |
| 14-02               | Urbino-Pavia              | 3-1 | 25-21, 25-16, 15-25, 25-18        |

| Diciassettesima giornata |                           |     |                                   |
|                          |                           |     |                                   |
| 21-02                    | Pesaro-Conegliano         | 3-0 | 25-18, 25-17, 29-27               |
| 21-02                    | Jesi-Novara               | 3-0 | 25-22, 25-20, 25-15               |
| 21-02                    | Bergamo-Busto Arsizio     | 3-1 | 25-12, 22-25, 25-20, 25-22        |
| 20-02                    | Perugia-Castellana Grotte | 2-3 | 19-25, 25-18, 22-25, 25-20, 13-15 |
| 21-02                    | Pavia-Piacenza            | 1-3 | 25-17, 17-25, 16-25, 20-25        |
| 21-02                    | Villa Cortese-Urbino      | 3-1 | 27-25, 21-25, 25-20, 25-15        |

| Diciottesima giornata |                              |     |                            |
|                       |                              |     |                            |
| 28-02                 | Novara-Pesaro                | 1-3 | 17-25, 25-23, 21-25, 22-25 |
| 28-02                 | Urbino-Bergamo               | 1-3 | 25-15, 19-25, 18-25, 18-25 |
| 28-02                 | Busto Arsizio-Perugia        | 3-0 | 25-22, 25-21, 25-22        |
| 28-02                 | Jesi-Pavia                   | 3-0 | 25-10, 25-21, 25-20        |
| 28-02                 | Castellana Grotte-Conegliano | 3-0 | 25-16, 25-23, 25-21        |
| 27-02                 | Piacenza-Villa Cortese       | 1-3 | 20-25, 25-23, 23-25, 20-25 |

| Diciannovesima giornata |                         |     |                            |
|                         |                         |     |                            |
| 07-03                   | Villa Cortese-Pesaro    | 3-1 | 25-16, 25-21, 22-25, 25-18 |
| 07-03                   | Busto Arsizio-Novara    | 3-1 | 25-22, 25-21, 15-25, 25-23 |
| 07-03                   | Bergamo-Jesi            | 3-1 | 25-21, 25-23, 25-27, 25-20 |
| 07-03                   | Perugia-Piacenza        | 3-0 | 25-19, 25-18, 25-18        |
| 07-03                   | Castellana Grotte-Pavia | 3-1 | 21-25, 25-23, 25-16, 25-21 |
| 08-03                   | Conegliano-Urbino       | 1-3 | 25-21, 18-25, 20-25, 14-25 |

| Ventesima giornata |                            |     |                                   |
|                    |                            |     |                                   |
| 14-03              | Pesaro-Bergamo             | 2-3 | 25-19, 19-25, 23-25, 25-16, 11-15 |
| 14-03              | Novara-Perugia             | 0-3 | 23-25, 19-25, 25-27               |
| 14-03              | Urbino-Busto Arsizio       | 3-0 | 25-18, 25-19, 25-17               |
| 14-03              | Villa Cortese-Jesi         | 2-3 | 21-25, 25-23, 25-15, 22-25, 14-16 |
| 14-03              | Piacenza-Castellana Grotte | 2-3 | 20-25, 23-25, 25-23, 29-27, 12-15 |
| 14-03              | Pavia-Conegliano           | 3-1 | 25-22, 25-21, 17-25, 28-26        |

| Ventunesima giornata |                                 |     |                                  |
|                      |                                 |     |                                  |
| 21-03                | Jesi-Pesaro                     | 1-3 | 25-22, 16-25, 20-25, 20-25       |
| 21-03                | Conegliano-Novara               | 1-3 | 21-25, 25-20, 21-25, 20-25       |
| 21-03                | Bergamo-Piacenza                | 3-0 | 25-22, 25-19, 25-23              |
| 17-03                | Busto Arsizio-Castellana Grotte | 3-1 | 25-15, 25-21, 20-25, 25-16       |
| 21-03                | Urbino-Perugia                  | 2-3 | 22-25, 30-28, 13-25, 33-31, 8-15 |
| 21-03                | Pavia-Villa Cortese             | 0-3 | 18-25, 16-25, 15-25              |

| Ventiduesima giornata |                             |     |                                   |
|                       |                             |     |                                   |
| 28-03                 | Pesaro-Pavia                | 3-1 | 25-20, 25-27, 25-12, 25-17        |
| 28-03                 | Novara-Bergamo              | 2-3 | 22-25, 25-20, 25-16, 20-25, 11-15 |
| 28-03                 | Villa Cortese-Busto Arsizio | 3-0 | 25-15, 25-15, 25-21               |
| 28-03                 | Perugia-Jesi                | 3-2 | 22-25, 17-25, 25-20, 25-20, 15-13 |
| 28-03                 | Castellana Grotte-Urbino    | 3-2 | 25-23, 25-15, 25-27, 24-26, 16-14 |
| 28-03                 | Piacenza-Conegliano         | 3-0 | 25-17, 25-17, 25-22               |

#### Classifica
| Pos. | Squadra             | Pt | G  | V  | P  | SV | SP | Ratio | PF    | PS    | Ratio |
| ---- | ------------------- | -- | -- | -- | -- | -- | -- | ----- | ----- | ----- | ----- |
| 1.   | Robursport Pesaro   | 53 | 22 | 17 | 5  | 56 | 24 | 2.333 | 1 891 | 1 663 | 1.137 |
| 2.   | Villa Cortese       | 51 | 22 | 17 | 5  | 57 | 29 | 1.965 | 2 012 | 1 807 | 1.113 |
| 3.   | Bergamo             | 47 | 22 | 18 | 4  | 57 | 32 | 1.781 | 2 024 | 1 875 | 1.079 |
| 4.   | Giannino Pieralisi  | 39 | 22 | 13 | 9  | 49 | 35 | 1.400 | 1 886 | 1 794 | 1.051 |
| 5.   | Robur Tiboni Urbino | 37 | 22 | 12 | 10 | 46 | 38 | 1.210 | 1 894 | 1 881 | 1.006 |
| 6.   | Sirio Perugia       | 34 | 22 | 11 | 11 | 46 | 45 | 1.022 | 2 049 | 1 951 | 1.050 |
| 7.   | Busto Arsizio       | 33 | 22 | 12 | 10 | 45 | 45 | 1.000 | 1 932 | 1 991 | 0.970 |
| 8.   | Asystel             | 26 | 22 | 9  | 13 | 36 | 50 | 0.720 | 1 862 | 1 939 | 0.960 |
| 9.   | Castellana Grotte   | 24 | 22 | 9  | 13 | 37 | 51 | 0.725 | 1 925 | 2 023 | 0.951 |
| 10.  | Villanterio         | 23 | 22 | 7  | 15 | 37 | 53 | 0.698 | 1 864 | 2 023 | 0.921 |
| 11.  | River               | 19 | 22 | 5  | 17 | 27 | 35 | 0.771 | 1 687 | 1 845 | 0.914 |
| 12.  | Spes Conegliano     | 10 | 22 | 2  | 20 | 22 | 60 | 0.366 | 1 734 | 1 968 | 0.881 |

| Qualificata ai play-off scudetto | Retrocessa in Serie A2 |

### Play-off scudetto

#### Tabellone
|  | Primo turno | Primo turno       | Primo turno | Primo turno   | Primo turno |   |                    | Quarti di finale | Quarti di finale    | Quarti di finale | Quarti di finale | Quarti di finale |                    |   | Semifinali    | Semifinali | Semifinali | Semifinali | Semifinali | Semifinali | Semifinali |  |  | Finali | Finali            | Finali | Finali | Finali | Finali | Finali |
|  |             |                   |             |               |             |   |                    |                  |                     |                  |                  |                  |                    |   |               |            |            |            |            |            |            |  |  |        |                   |        |        |        |        |        |
|  |             |                   |             |               |             |   |                    | 1                | Robursport Pesaro   | 3                | 2                | 3                |                    |   |               |            |            |            |            |            |            |  |  |        |                   |        |        |        |        |        |
|  | 8           | Asystel           | 3           | 3             |             |   |                    | 8                | Asystel             | 1                | 3                | 0                |                    |   |               |            |            |            |            |            |            |  |  |        |                   |        |        |        |        |        |
|  | 8           | Asystel           | 3           | 3             |             | 1 | Robursport Pesaro  | 8                | Asystel             | 1                | 3                | 0                | 3                  | 2 | 3             | 3          |            |            |            |            |            |  |  |        |                   |        |        |        |        |        |
|  | 9           | Castellana Grotte | 0           | 1             |             | 1 | Robursport Pesaro  |                  |                     |                  |                  |                  |                    |   |               | 3          |            |            |            |            |            |  |  |        |                   |        |        |        |        |        |
|  | 9           | Castellana Grotte | 0           | 1             |             | 4 | Giannino Pieralisi | 0                | 3                   | 0                | 0                |                  |                    |   |               |            |            |            |            |            |            |  |  |        |                   |        |        |        |        |        |
|  |             |                   |             |               |             |   |                    | 0                | 3                   | 0                | 0                | 4                | Giannino Pieralisi | 3 | 1             | 3          |            |            |            |            |            |  |  |        |                   |        |        |        |        |        |
|  |             |                   |             |               |             |   |                    |                  |                     |                  |                  | 4                | Giannino Pieralisi | 3 | 1             | 3          |            |            |            |            |            |  |  |        |                   |        |        |        |        |        |
|  |             |                   |             |               |             |   |                    | 5                | Robur Tiboni Urbino | 2                | 3                | 1                |                    |   |               |            |            |            |            |            |            |  |  |        |                   |        |        |        |        |        |
|  |             |                   |             |               |             |   |                    |                  |                     |                  |                  |                  |                    |   |               |            |            |            |            |            |            |  |  | 1      | Robursport Pesaro | 3      | 3      | 3      |        |        |
|  |             |                   | 2           | Villa Cortese | 2           | 2 | 0                  |                  |                     |                  |                  |                  |                    |   |               |            |            |            |            |            |            |  |  |        |                   |        |        |        |        |        |
|  |             |                   |             |               |             |   |                    | 3                | Bergamo             | 2                | 3                | 3                |                    |   |               |            |            |            |            |            |            |  |  |        |                   |        |        |        |        |        |
|  |             |                   |             |               |             |   |                    | 6                | Sirio Perugia       | 3                | 1                | 1                |                    |   |               |            |            |            |            |            |            |  |  |        |                   |        |        |        |        |        |
|  |             |                   |             |               |             |   |                    |                  |                     |                  |                  |                  |                    |   | 3             | Bergamo    | 1          | 3          | 2          | 2          |            |  |  |        |                   |        |        |        |        |        |
|  | 7           | Busto Arsizio     | 2           | 1             |             |   |                    |                  |                     |                  |                  |                  |                    |   | 3             | Bergamo    | 1          | 3          | 2          | 2          |            |  |  |        |                   |        |        |        |        |        |
|  | 7           | Busto Arsizio     | 2           | 1             |             | 2 | Villa Cortese      | 3                | 0                   | 3                | 3                |                  |                    |   |               |            |            |            |            |            |            |  |  |        |                   |        |        |        |        |        |
|  | 10          | Villanterio       | 3           | 3             |             | 2 | Villa Cortese      | 3                | 0                   | 3                | 3                |                  |                    | 2 | Villa Cortese | 3          | 3          |            |            |            |            |  |  |        |                   |        |        |        |        |        |
|  | 10          | Villanterio       | 3           | 3             |             |   |                    |                  |                     |                  |                  |                  |                    | 2 | Villa Cortese | 3          | 3          |            |            |            |            |  |  |        |                   |        |        |        |        |        |
|  |             |                   |             |               |             |   |                    | 10               | Villanterio         | 1                | 0                |                  |                    |   |               |            |            |            |            |            |            |  |  |        |                   |        |        |        |        |        |

#### Risultati
| Ottavi di finale |                          |     |                                   |
|                  |                          |     |                                   |
| 10-04            | Pavia-Busto Arsizio      | 3-2 | 25-22, 15-25, 18-25, 25-21, 15-13 |
| 11-04            | Castellana Grotte-Novara | 0-3 | 16-25, 29-31, 23-25               |

| 13-04 | Busto Arsizio-Pavia      | 1-3 | 23-25, 25-22, 19-25, 21-25 |
| 14-04 | Novara-Castellana Grotte | 3-1 | 25-16, 25-21, 22-25, 25-19 |

| Quarti di finale |                     |     |                                   |
|                  |                     |     |                                   |
| 21-04            | Novara-Pesaro       | 1-3 | 20-25, 16-25, 25-21, 14-25        |
| 22-04            | Pavia-Villa Cortese | 1-3 | 19-25, 16-25, 25-19, 22-25        |
| 22-04            | Perugia-Bergamo     | 3-2 | 25-27, 21-25, 25-16, 25-22, 15-10 |
| 21-04            | Urbino-Jesi         | 2-3 | 25-15, 18-25, 25-23, 25-27, 12-15 |

| 25-04 | Bergamo-Perugia     | 3-1 | 25-16, 25-21, 20-25, 25-19        |
| 24-04 | Jesi-Urbino         | 1-3 | 23-25, 22-25, 25-23, 24-26        |
| 24-04 | Pesaro-Novara       | 2-3 | 25-22, 23-25, 23-25, 25-23, 11-15 |
| 25-04 | Villa Cortese-Pavia | 3-0 | 25-11, 29-27, 27-25               |

| 27-04 | Bergamo-Perugia | 3-1 | 25-27, 25-22, 25-22, 26-24 |
| 26-04 | Jesi-Urbino     | 3-1 | 25-20, 25-16, 23-25, 25-19 |
| 26-04 | Pesaro-Novara   | 3-0 | 25-16, 25-18, 25-19        |

| Semifinali |                       |     |                            |
|            |                       |     |                            |
| 30-04      | Pesaro-Jesi           | 3-0 | 25-23, 25-18, 25-21        |
| 01-05      | Villa Cortese-Bergamo | 3-1 | 25-23, 25-17, 24-26, 26-24 |

| 02-05 | Pesaro-Jesi           | 2-3 | 21-25, 19-25, 27-25, 25-15, 12-15 |
| 03-05 | Villa Cortese-Bergamo | 0-3 | 29-31, 17-25, 14-25               |

| 05-05 | Bergamo-Villa Cortese | 2-3 | 17-25, 26-24, 26-24, 14-25, 15-17 |
| 04-05 | Jesi-Pesaro           | 0-3 | 19-25, 14-25, 21-25               |

| 07-05 | Bergamo-Villa Cortese | 2-3 | 22-25, 28-26, 25-22, 19-25, 12-15 |
| 06-05 | Jesi-Pesaro           | 0-3 | 20-25, 20-25, 21-25               |

| Finale |                      |     |                                   |
|        |                      |     |                                   |
| 13-05  | Pesaro-Villa Cortese | 3-2 | 18-25, 33-31, 23-25, 25-21, 15-13 |
| 15-05  | Pesaro-Villa Cortese | 3-2 | 25-16, 18-25, 25-21, 19-25, 15-12 |
| 18-05  | Villa Cortese-Pesaro | 0-3 | 15-25, 18-25, 28-30               |

## Verdetti
- Robursport Pesaro Campione d'Italia 2009-10 e qualificata alla Champions League 2010-11.
- Villa Cortese e  Bergamo qualificate alla Champions League 2010-11.
- Robur Tiboni Urbino qualificata alla Coppa CEV 2010-11.
- River e  Spes Conegliano retrocesse in Serie A2 2010-11.

## Statistiche
| Rendimento individuale | Rendimento individuale | Rendimento individuale | Rendimento individuale |
| Pos.                   | Nome                   | Punti                  | Squadra                |
| ---------------------- | ---------------------- | ---------------------- | ---------------------- |
| 1                      | Taismary Agüero        | 409                    | Villa Cortese          |
| 2                      | Carolina Costagrande   | 404                    | Robursport Pesaro      |
| 3                      | Aneta Havlíčková       | 380                    | Robur Tiboni Urbino    |
| 4                      | Ljubov' Sokolova       | 368                    | Giannino Pieralisi     |
| 5                      | Logan Tom              | 354                    | Asystel                |
| 6                      | Jovana Brakočević      | 342                    | Spes Conegliano        |
| 7                      | Helena Havelková       | 339                    | Busto Arsizio          |
| 8                      | Carmen Țurlea          | 338                    | Busto Arsizio          |
| 8                      | Valdonė Petrauskaitė   | 338                    | Robur Tiboni Urbino    |
| 10                     | Antonina Zetova        | 330                    | Sirio Perugia          |

| Attacchi vincenti | Attacchi vincenti    | Attacchi vincenti | Attacchi vincenti   |
| Pos.              | Nome                 | Punti             | Squadra             |
| ----------------- | -------------------- | ----------------- | ------------------- |
| 1                 | Taismary Agüero      | 381               | Villa Cortese       |
| 2                 | Carolina Costagrande | 343               | Robursport Pesaro   |
| 3                 | Ljubov' Sokolova     | 332               | Giannino Pieralisi  |
| 4                 | Carmen Țurlea        | 315               | Busto Arsizio       |
| 5                 | Aneta Havlíčková     | 314               | Robur Tiboni Urbino |
| 6                 | Logan Tom            | 294               | Asystel             |
| 7                 | Helena Havelková     | 290               | Busto Arsizio       |
| 8                 | Antonina Zetova      | 283               | Sirio Perugia       |
| 9                 | Valdonė Petrauskaitė | 282               | Robur Tiboni Urbino |
| 9                 | Áurea Cruz           | 282               | Villa Cortese       |

| Muri vincenti | Muri vincenti          | Muri vincenti | Muri vincenti       |
| Pos.          | Nome                   | Punti         | Squadra             |
| ------------- | ---------------------- | ------------- | ------------------- |
| 1             | Sara Anzanello         | 83            | Villa Cortese       |
| 2             | Raffaella Calloni      | 75            | Giannino Pieralisi  |
| 2             | Manuela Leggeri        | 75            | Sirio Perugia       |
| 4             | Makare Desilets        | 73            | Spes Conegliano     |
| 5             | Chiara Dall'Ora        | 72            | River               |
| 6             | Christiane Fürst       | 69            | Bergamo             |
| 7             | Martina Guiggi         | 66            | Robursport Pesaro   |
| 8             | María Isabel Fernández | 58            | Robur Tiboni Urbino |
| 8             | Jevhenija Duškevyč     | 58            | Sirio Perugia       |
| 8             | Paola Paggi            | 58            | Asystel             |

| Battute vincenti | Battute vincenti     | Battute vincenti | Battute vincenti   |
| Pos.             | Nome                 | Punti            | Squadra            |
| ---------------- | -------------------- | ---------------- | ------------------ |
| 1                | Jovana Brakočević    | 23               | Spes Conegliano    |
| 1                | Christiane Fürst     | 23               | Bergamo            |
| 1                | Helena Havelková     | 23               | Busto Arsizio      |
| 4                | Logan Tom            | 22               | Asystel            |
| 5                | Fernanda Ferreira    | 19               | Busto Arsizio      |
| 6                | Katarzyna Skowrońska | 17               | Robursport Pesaro  |
| 6                | Manon Flier          | 17               | Asystel            |
| 6                | Chiara Negrini       | 17               | Giannino Pieralisi |
| 6                | Amaranta Fernández   | 17               | Villanterio        |
| 10               | Senna Ušić           | 16               | Robursport Pesaro  |

| Ricezioni perfette | Ricezioni perfette  | Ricezioni perfette | Ricezioni perfette  |
| Pos.               | Nome                | Punti              | Squadra             |
| ------------------ | ------------------- | ------------------ | ------------------- |
| 1                  | Carla Rossetto      | 423                | Spes Conegliano     |
| 2                  | Francesca Marcon    | 385                | Spes Conegliano     |
| 3                  | Enrica Merlo        | 383                | Bergamo             |
| 4                  | Maurizia Borri      | 286                | Busto Arsizio       |
| 5                  | Áurea Cruz          | 282                | Villa Cortese       |
| 6                  | Luna Carocci        | 277                | Villanterio         |
| 7                  | Giulia Leonardi     | 269                | Robur Tiboni Urbino |
| 8                  | Annamaria Quaranta  | 266                | Sirio Perugia       |
| 9                  | Immacolata Sirressi | 259                | Asystel             |
| 10                 | Dóra Horváth        | 256                | Villanterio         |

NB: I dati sono riferiti esclusivamente alla regular season.